# 1655 en arts plastiques
| Années des arts plastiques : 1652 - 1653 - 1654 - 1655 - 1656 - 1657 - 1658    |
| Décennies des arts plastiques : 1620 - 1630 - 1640 - 1650 - 1660 - 1670 - 1680 |

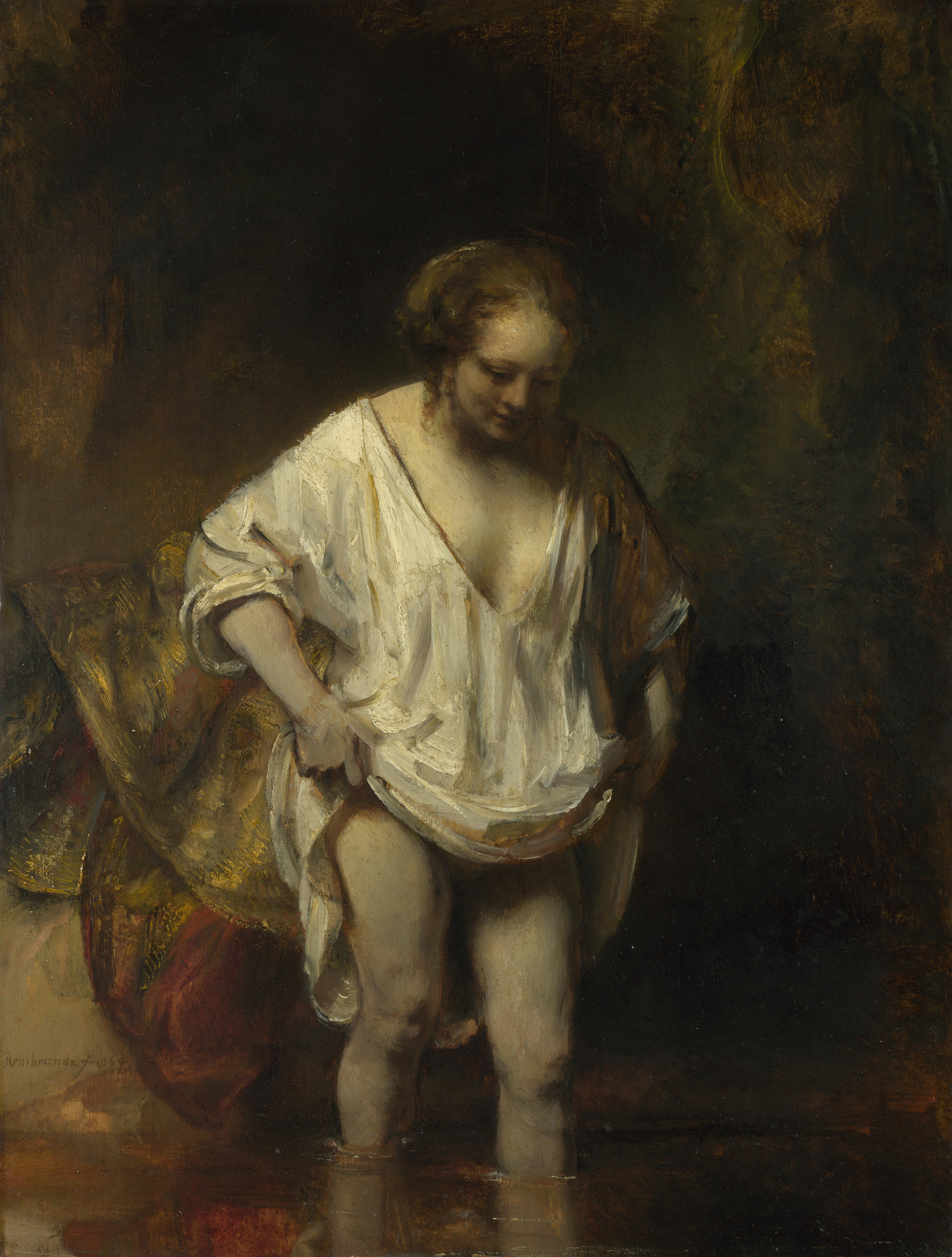
Hendrickje se baignant, de Rembrandt.

Cette page concerne l'année 1655 en arts plastiques.

## Naissances
- 21 janvier : Antonio Molinari, peintre italien († 3 février 1704),
- 4 mars : Fra Galgario, peintre italien († décembre 1743),
- 9 mai : Jacques Blondeau, graveur flamand baroque († 1698),
- 10 août : Lorenzo Vaccaro, architecte, orfèvre et peintre italien († 10 août 1706),
- 12 novembre, Eustache Restout, architecte, graveur et peintre français († 1er novembre 1743),
- 16 novembre : Alessandro Gherardini, peintre baroque italien de l'école florentine († 1726),
- 12 décembre : Adriaen van Diest, peintre hollandais  († 1704),
- ? :
  - Englebert Fisen, peintre liégeois († 15 avril 1733),
  - Gregorio Lazzarini, peintre baroque italien († 10 novembre 1730),
  - Antonio Palomino, peintre, théoricien de la peinture et critique d'art espagnol († 12 août 1726),
  - Anthoni Schoonjans, peintre flamand († 13 août 1726),
  - Simon Thomassin, graveur français († 27 mai 1733),
  - Pieter van der Werff, peintre néerlandais († 26 septembre 1722).

## Décès
- 25 avril : Giovanni Andrea Donducci, peintre italien (° 14 février 1575),
- 30 avril : Eustache Le Sueur, peintre et dessinateur français (° 19 novembre 1616),
- 26 août : Claes Cornelisz. Moeyaert, peintre néerlandais (° vers 1592),
- 15 octobre : Nicolaus Knüpfer, peintre du siècle d'or néerlandais (° vers 1609),
- ? :
  - Jacques Boonen, peintre hollandais (° 1577),
  - Yun Xiang, peintre chinois (° 1586).